# 2018–2019-es magyar gyeplabdabajnokság
A 2018–2019-es magyar gyeplabdabajnokság a nyolcvankilencedik gyeplabdabajnokság volt. A bajnokságban három csapat indult el, a csapatok két kört játszottak.

## Tabella
| #  | Csapat                     | M | Gy | D | V | G+ | G- | P  |
| -- | -------------------------- | - | -- | - | - | -- | -- | -- |
| 1. | Soroksári HC               | 4 | 4  | 0 | 0 | 14 | 6  | 12 |
| 2. | Építők HC                  | 4 | 2  | 0 | 2 | 6  | 8  | 6  |
| 3. | Grassalkovich Soroksári HC | 4 | 0  | 0 | 4 | 3  | 9  | 0  |

* M: Mérkőzés Gy: Győzelem D: Döntetlen V: Vereség G+: Ütött gól G-: Kapott gól P: Pont